# Gmina Klippan
Gmina Klippan (szw. Klippans kommun) – gmina w Szwecji, w regionie Skania, z siedzibą w Klippan.
Pod względem zaludnienia Klippan jest 139. gminą w Szwecji. Zamieszkuje ją 15 998 osób, z czego 49,69% to kobiety (7949) i 50,31% to mężczyźni (8049). W gminie zameldowanych jest 849 cudzoziemców. Na każdy kilometr kwadratowy przypada 42,55 mieszkańca. Pod względem wielkości gmina zajmuje 210. miejsce.